# ジャック・オターソン
ジャック・オターソン（Jack Otterson、1905年8月25日 - 1991年12月22日）はアメリカ合衆国のアートディレクター、美術監督。
アカデミー賞の第9回（『鉄人対巨人）・第10回（『スイングの女王』）・第11回（『アヴェ・マリア』）・第12回（『銀の靴』）・第13回（『The Boys from Syracuse』）・第14回（『焔の女』）・第15回（『上海ジェスチャー』『スポイラース』『アラビアン・ナイト』）で美術賞にノミネートされている。